# Ленинское сельское поселение (Старожиловский район)
Ленинское се́льское поселе́ние — муниципальное образование в Старожиловском районе Рязанской области Российской Федерации.
Административный центр — посёлок Совхоз имени Ленина.

## История
Статус и границы сельского поселения установлены Законом Рязанской области от 7 октября 2004 года № 98-ОЗ «О наделении муниципального образования Старожиловский район статусом муниципального района, об установлении его границ и границ муниципальных образований, входящих в его состав»

## Население
| 2010  | 2012  | 2013  | 2014  | 2015  | 2016  | 2017  |
| ----- | ----- | ----- | ----- | ----- | ----- | ----- |
| 2373  | ↗2374 | ↗2386 | ↗2425 | ↘2403 | ↘2368 | ↘2363 |
| 2018  | 2019  | 2020  | 2021  |       |       |       |
| ↘2337 | ↘2313 | ↘2309 | ↘2104 |       |       |       |

## Состав сельского поселения
| №  | Населённый пункт    | Тип населённого пункта          | Население |
| -- | ------------------- | ------------------------------- | --------- |
| 1  | Большая Кременовка  | деревня                         | 0         |
| 2  | Большие Поляны      | село                            | ↘464      |
| 3  | Егоровка            | деревня                         | 7         |
| 4  | Красно-Андреевский  | посёлок                         | 2         |
| 5  | Малая Кременовка    | деревня                         | 9         |
| 6  | Малое Истье         | деревня                         | 8         |
| 7  | Малые Поляны        | деревня                         | 12        |
| 8  | Полянские Выселки   | деревня                         | 6         |
| 9  | Смыгаловка          | деревня                         | 11        |
| 10 | Совхоз имени Ленина | посёлок, административный центр | 1084      |
| 11 | Суйск               | село                            | ↘126      |
| 12 | Табатеровка         | деревня                         | 1         |
| 13 | Хрущево             | деревня                         | 643       |